# Crummy Stuff
I Crummy Stuff si sono formati a Milano nel 1994.

## Storia
((Ammonia Records))
Il nome della band deriva da Crummy Stuff, singolo dei Ramones presente in Animal Boy.
I Crummy Stuff nascono nel 1994 con l'intento di unire la passione per il punk rock di 4 ragazzi del milanese e creare la propria musica con una personale interpretazione del genere, in un periodo che dopo anni bui si preannuncia intenso per la città. L'anno successivo pubblicano l'EP El coche loco, partecipano a varie compilation (Flower punk rock e No time to panic su tutte) e hanno un'intensa attività live che permette alla band di suscitare l'interesse di alcune etichette indipendenti attive sul territorio italiano.
Nel 1996 esce il primo album Punk's not sad. Prodotto da Fridge Records e registrato da Paolo Mauri, l'album vende 4000 copie e porta i quattro a suonare molto in Italia e ad affrontare un primo tour nei Paesi baschi.
Nel 1998 pubblicano il secondo album Never trust a punk, dal quale viene tratto il video omonimo che si segnala per il coinvolgimento di 100 punk rocker provenienti da tutta la penisola impegnati nell'esecuzione contemporanea del brano con strumenti di ogni tipo. Nel periodo che segue, i Crummy Stuff effettuano un tour spagnolo e continuano a suonare nei club italiani.
Nel 2000 i Crummy Stuff, con una nuova sezione ritmica, partoriscono Fuck europe, terzo album della band, prodotto da Livio Magnini e pubblicato dalla Ammonia Records. Per la title track viene girato un videoclip per la regia di Simone de'Rosa AKA Il Topo. La promozione dell'album impegna la band per due anni, durante i quali affrontano un tour in Sud America e dividono il palco con, tra gli altri, NOFX, Bad Religion e Joe Strummer. In questo periodo appaiono su diverse compilation e dischi tributo, come The International Punk Rock Box Set della Meathead Records, United Kids - Punk, Ska & Rocksteady In Italia della Vitaminic, 2001: A Punk Odyssey della Ammonia Records e i tributi Come Back In Black: Punk Rock Tribute To AC/DC e Where The Action Is - A Tribute To Radio Birdman curata da Roberto Calabrò, che li vide in compagnia di band come Loose, Thee S.T.P., The Alley 'Gators, Meat For Dogs e altri.
Nel 2002 esce The way we listen to..., quarto album interamente composto di cover, non necessariamente punk rock. Ne è un esempio la veloce reinterpretazione di Walking on the moon dei The Police, che diviene il nuovo video della band. Viene anche ristampato su cd il primo singolo unitamente al demo del '94 Non duri molto. Nel 2008 pubblicano un nuovo lavoro, omonimo.

## Formazione
- Luca - chitarra, voce
- Lorenzo - chitarra, cori
- Fabio - basso
- Tiziano - batteria

## Discografia

### Album
- 1996 - Punk's not sad - (Fridge Records)
- 1999 - Never trust a punk - (Fridge Records)
- 2000 - Fuck €urope - (Ammonia Records)
- 2002 - The way we listen to... - (Ammonia Records)
- 2003 - El coche loco (ristampa su cd) - (Ammonia Records)
- 2008 - Crummy stuff

### Singoli ed EP
- 1995 - El Coche Loco - 7"

### Compilation
- 1995 - Flower Punk Rock
- 1996 - No Time To Panic